# خالد القطام
خالد القطام لاعب كرة قدم سعودي يلعب في نادي طويق.

## مسيرة اللاعب
مثل نادي الهلال في الفئات السنية و نادي الباطن ونادي ساجر ونادي طويق.